# Lucjan Momot
Lucjan Momot (ur. 1 grudnia 1933 w Wólce Łabuńskiej, zm. 30 grudnia 2013 w Świdnicy) – polski pisarz, felietonista, reportażysta, społecznik, pedagog, nauczyciel i wychowawca.

## Życiorys
Urodził się na Zamojszczyźnie we wsi Wólka Łabuńska w rodzinie gajowego Józefa Momota. Wraz z rodziną mieszkał na pensji u hrabiego Szeptyckiego i w przyszłości po ojcu miał odziedziczyć stanowisko. Wojna, a następnie lata sowieckiego terroru na terenie Rzeczypospolitej sprawiły, że majątek hrabiego został rozkradziony i upaństwowiony. Wcześnie zmarli mu rodzice, a on sam skończył eksternistycznie liceum ogólnokształcące i podjął pracę w Rzeplinie, koło Wrocławia. Wcielono go do Ludowego Wojska Polskiego, skończył tam szkołę podoficerską, ale nigdy nie został mianowany na stopień kaprala, ponieważ był gorliwym katolikiem. Po wyjściu z wojska, ukończył studia na Wydziale Polonistyki Uniwersytetu Wrocławskiego. We Wrocławiu Lucjan Momot pracował w akademiku Politechniki Wrocławskiej jako kierownik. Wielokrotnie Służba Bezpieczeństwa próbowała nieskutecznie werbunku. W wyniku nękania przez SB przeniósł się do Świdnicy. Przez 18 lat pracował w Zakładzie Poprawczym i Schronisku dla Nieletnich. Często poświęcał na poprawę losu młodych ludzi prywatny czas i pieniądze. Zapamiętano go m.in. za organizacje z księdzem Mszy św. dla młodzieży. Swoje doświadczenie w pracy z młodzieżą wykorzystał do napisania kilku książek, w których umieścił trudne losy wychowanków, przeżycia oraz tęsknoty młodych ludzi. Od lat 60. XX w. prowadził działalność publicystyczną, pisał w następujących czasopismach: Gazeta Robotnicza, Wrocławski Tygodnik Katolików, Prace Literackie, Kierunki, Litteraria, Życie Literackie, Polska Zbrojna, Przegląd Narodowy, Informator Kulturalny i Turystyczny Województwa Wałbrzyskiego, Słowo Powszechne, Wiadomości Świdnickie, Głos Maryi, Kurier Świdnicki, Igły Informator Gminy Łabunie. Publikował artykuły o tematyce patriotycznej, historycznej, dotyczącej Zamojszczyzny i Podola w okresie II wojny światowej. W 1989 r. z grupą redaktorów społeczników reaktywował historyczne „Wiadomości Świdnickie”. Uprawiał publicystykę pedagogiczną. W 1968 r. wspólnie z redaktor Marią Woś opracował cykl audycji dla Polskiego Radia Wrocław pt. „Historie z ul. Sprzymierzeńców”, w latach 1975-1978 w „Słowie Powszechnym” prowadził dwa cykle: „Z notatnika wychowawcy”, „Trudne sprawy nieletnich”. Tematykę kontynuował w latach 90. XX w. w „Wiadomościach Świdnickich”, „Świdnickich Wiadomościach Gospodarczych”, „Kurierze Świdnickim”. Od dzieciństwa fascynował się tradycją, obrzędami ludowymi i obyczajami pradziadów. Pielęgnował pamięć o legendzie świdnickiego kościoła: ks. prałacie Dionizym Baranie, jest autorem monografii poświęconej duchownemu, będącej przyczynkiem do męczeńskich dziejów Kościoła na Wołyniu w okresie międzywojennym oraz na Dolnym Śląsku po drugiej wojnie światowej. Od 1 stycznia 1964 r. przez półtora roku pracował w Teatrze Polskim we Wrocławiu jako statysta, inspicjent reżysera Jakuba Rotbauma, potem Krystyny Skuszanki i Jerzego Krasowskiego. Społeczny opiekun zabytków PTTK (od 1987 r.), członek Bractwa Krzyżowców (od 1986 r.), uczestnik Biesiad Polonistycznych, prezes Stowarzyszenia Ekologicznego „Ojczyzna” (od 2006 r.), współzałożyciel parafialnego pisma wspólnoty NMP Królowej Polski w Świdnicy. W 2007 r. nagrodzony został Medalem Komisji Edukacji Narodowej za szczególne zasługi dla oświaty.
Absolwent kierunku polonistyka na Uniwersytecie Wrocławskim. Autor książek: „Love Cię, Kaśka. Po drugiej stronie muru”, „Nawijka: słownik młodzieżowego marginesu - znany też jako bałach vel bałak, bajera, grypsera - spisany w latach 1967-1985 w Schronisku dla Nieletnich i w Zakładzie Poprawczym w Świdnicy”, „Z Łucka do Świdnicy. Rzecz o księdzu prałacie Dionizym Baranie (1913-1995), kapłanie Diecezji Łuckiej i Archidiecezji Wrocławskiej”, „Dolnośląskie herody. Pastorałka wigilijno-noworoczna & świdnickie herody”, „Obrońcy rodzinnych strzech”. Dwie z jego książek nie dopuściła do druku cenzura PRL: „Bój na Porytowym Wzgórzu”, „Antologia poezji i pieśni przestępczej i kontestacyjnej lat 1967-1980”. 
Prywatnie mąż i ojciec.

## Twórczość
- Momot L., Dolnośląskie herody. Pastorałka wigilijno-noworoczna & świdnickie herody, Wyd. nakładem Autora, Nowa Ruda, Wydawnictwo „Maria”, 2011, ISBN 97883623374-77, ISBN 83-62337-47-8
- Momot L., Fraszkopisarz świdnicki Stanisław Dunin-Wąsowicz herbu Łabędź (1937-2007), Rocznik Świdnicki, T. 38 (2010), s. 203-208
- Momot L., Ksiądz kanonik Franciszek Piszczór (1908-1984), kapłan trzech archiediecezji: lwowskiej, wrocławskiej i krakowskiej, Towarzystwo Naukowe Katolickiego Uniwersytetu Lubelskiego, 2005
- Momot L., Ksiądz prałat Dionizy Baran (1913-1995), kapłan diecezji łuckiej i archidiecezji wrocławskiej, Studia Polonijne, T. 27, 2006, s. 271-287
- Momot L., Leona Schillera poglądy na teatr Stanisława Wyspiańskiego, Prace Literackie T.X., 1968, s. 189-213
- Momot L., Love Cię, Kaśka. Po drugiej stronie muru, Wydawnictwo Nortom, Wrocław, 1999, ISBN 83-85829-62-8, ISBN 978-83-858296-2-1
- Momot L., Nawijka: słownik młodzieżowego marginesu - znany też jako bałach vel bałak, bajera, grypsera - spisany w latach 1967-1985 w Schronisku dla Nieletnich i w Zakładzie Poprawczym w Świdnicy, Zakład Poligraficzny Rotgryf, 2003
- Momot L., O fraszkach Stanisława Dunina-Wąsowicza, Rocznik Świdnicki, T. 38, 2010, s. 209-214
- Momot L., Obrońcy rodzinnych strzech, Biblioteka Publiczna Gminy Łabunie, Łabunie, 2018, ISBN 978-83-949129-0-1
- Momot L., Od kary chłosty do kary nagany: szkic do dziejów Zakładu Poprawczego i Schroniska dla Nieletnich w Świdnicy 1802-1999, Rocznik Świdnicki, T. 28, 2000, s. 104-115
- Momot L., Polak E., Sprawozdanie komisji historycznej z działalności Związku Sybiraków Koła Ziemi Świdnickiej, Rocznik Świdnicki, 1994, s. 143-150
- Momot L., Ryszard Latko - Janko Muzykant PRL-u: w roku 70-lecia urodzin autora "Taty", Rocznik Świdnicki, T. 38, 2010, s. 215-219
- Momot L., Z Łucka do Świdnicy. Rzecz o księdzu prałacie Dionizym Baranie (1913-1995), kapłanie Diecezji Łuckiej i Archidiecezji Wrocławskiej, Wydawnictwo „Maria”, 2008, ISBN 83-60478-51-1, ISBN 978-83-604785-1-6